# Ameisnockenkopf
Der Ameisnockenkopf ist ein 1925 m ü. A. hoher Berg im südwestlichen Teil des Gebirgsstocks der Reiter Alm in den Berchtesgadener Alpen. Er liegt an der Landesgrenze zwischen Österreich und Deutschland. Vom nordöstlich angrenzenden Stadelhorn (2286 m) ist er durch den Hochgscheidsattel getrennt. Über den Ameisnockenkopf führt ein Grat nach Südwesten über das Gernhorn (1908 m) und das Leimbichlhorn (1866 m) bis zum Sülzenstein (1694 m).
Die Unterhangbereiche werden von ausgedehnten Schneeheide-Kiefernwäldern eingenommen. Diese werden mit zunehmender Höhe von subalpinen Fichten-Lärchenwäldern abgelöst. In den flacheren Bereichen der Felswände sind Latschenkiefernwälder entwickelt. Der Gipfelgrat ist weitgehend vegetationsfrei. Vom Ameisnockenkopf ergeben sich Ausblicke auf die Loferer und Leoganger Steinberge im Westen, die südlichen Gipfel der Reiteralm im Nordosten, und die Massive von Hochkalter und Watzmann im Südosten.
Die Osthangbereiche gehören zum Nationalpark Berchtesgaden. Die Westhänge sind auf österreichischer Seite als Naturschutzgebiet geschützt.